# Mouvement national des chômeurs et précaires
Pour les articles homonymes, voir Mouvement national.
 (août 2015).
Si vous disposez d'ouvrages ou d'articles de référence ou si vous connaissez des sites web de qualité traitant du thème abordé ici, merci de compléter l'article en donnant les références utiles à sa vérifiabilité et en les liant à la section « Notes et références ».
Le Mouvement national des chômeurs et précaires est une association française de défense des chômeurs créée en 1986.
Elle regroupe une quarantaine d'associations locales, qui fonctionnent comme des maisons de chômeurs, accueillant des demandeurs d'emploi et leur proposant des services. Ces associations mènent plusieurs missions : défense des droits individuels et accès à la citoyenneté des chômeurs, soutien à leur recherche d'emploi, mais aussi organisation d'activités économiques relevant de l'économie solidaire. Sa présidente est Chantale Gauthier (depuis avril 2015).

## Historique
Le Mouvement national des chômeurs et précaires (MNCP) trouve ses origines dans le Syndicat des chômeurs fondé en 1982 par Maurice Pagat, chômeur de longue durée. En 1984, la première Maison des chômeurs est créée à Paris, rue de la Fontaine-au-Roi.
Elle inspirera le fonctionnement des associations du MNCP, associant déjà services aux demandeurs d’emploi et activités militantes. Le 30 mai 1985, le Syndicat des chômeurs organise une première manifestation nationale à Paris. 5 000 à 7 000 personnes viennent de toute la France[réf. nécessaire], malgré les difficultés financières et l’absence de soutien des médias. En 1986, Maurice Pagat crée à Bais, en Mayenne, un « centre d’expérimentation sociale » en milieu rural. Des chômeurs sont embauchés en « Tuc » pour la culture de produits fermiers. Premier essai, ancêtre des activités du MNCP dans le domaine de l’économie sociale et solidaire. La même année voit naître le Mouvement national des chômeurs et précaires réunissant le Syndicat national des chômeurs (surtout basé à Paris) et des associations de chômeurs dispersées dans toute la province. Les revendications qui ont traversé l’histoire du mouvement sont déjà là : présence des associations de chômeurs partout où leurs intérêts sont en jeu ; instauration d’un revenu minimum équivalent à 2/3 du Smic (le RMI n’existe pas encore); promotion d’un partage plus juste du travail et des revenus, notamment par le passage aux 35 heures; création d’une économie alternative créatrice d’emplois socialement utiles.

### Développement, crise et refondation
En 1987 a lieu à Bais une première rencontre européenne d’organisations de chômeurs. Neuf pays sont représentés. En 1988, les premiers « États généraux du chômage et de l’emploi » ont pour ambition d’associer toutes les forces sociales concernées : chercheurs, travailleurs sociaux, chômeurs. La dominante intellectuelle décourage certains : beaucoup de matière grise… mais peu de changements.
1992 est une date charnière. Le mouvement manque de s’effondrer par manque de moyens et en raison de divisions internes. Quand Maurice Pagat envisage de dissoudre le mouvement, il rencontre une résistance de la majorité des membres du bureau. Une Assemblée générale de refondation est convoquée tandis que Maurice Pagat prend ses distances. Les statuts donnent davantage de place aux associations locales, une charte est rédigée, dont l’essentiel figure aujourd’hui encore sur la carte d’adhésion. Le syndicat national des chômeurs quitte la fédération. Cependant, jamais le MNCP ne reniera son héritage.
En 1993, des syndicalistes de différentes fédérations (dont Sud et la CFDT ANPE) proposent à différentes organisations de se fédérer pour prendre des initiatives communes contre le chômage. C’est le démarrage d’AC « Agir ensemble contre le chômage ». Le MNCP est sollicité et devient partie prenante. Une marche nationale vers Paris se déroule au printemps 1994. Jean Desessart, un des animateurs d’AC, sera le premier permanent salarié du MNCP.
Parti de la « CGT chômeurs » de Marseille, suscité par la réduction des fonds sociaux des Assedic, un large mouvement de chômeurs se développe durant l’hiver 97-98[réf. nécessaire]. AC, MNCP, CGT chômeurs et APEIS (Association pour l'emploi, l'information et la solidarité des chômeurs et des précaires) travaillent main dans la main et obtiennent un contact direct avec le gouvernement. Celui-ci tarde à réagir mais finit par relever les minima sociaux et par mettre en chantier une loi contre l’exclusion[réf. nécessaire].
Dans la foulée, un mouvement européen s’ébauche avec les marches d’Amsterdam, de Cologne et les rassemblements de Bruxelles[réf. nécessaire]. Le MNCP sera également présent aux Forums sociaux européens de Paris, de Londres et d’Athènes. En 2004, la rentrée dans leurs droits des « recalculés » permet l’indemnisation de milliers de personnes[réf. nécessaire].
En 20 ans, au milieu de la montée permanente du chômage et de la précarité, le mouvement considère n’avoir pas réussi à inverser la tendance, ni à créer avec ses partenaires un grand mouvement de chômeurs. Le déficit de dialogue et de collaboration persiste avec des syndicats dont la majorité s’arroge la représentation exclusive des chômeurs, en contradiction avec la réalité.
Maurice Pagat, fondateur du MNCP, l’a quitté en 1992 pour fonder le réseau Partage. À sa mort en 2009,,, le MNCP a repris sa lettre : "Revue Partage"